# Норвежское миссионерское общество
Норвежское миссионерское общество (норв. Det Norske Misjonsselskap) — первая и старейшая миссионерская организация Норвегии.
Образовалось из группы последователей Лютеранской церкви примерно из 180 человек в городе Ставангере августе 1842 года. Целью общества является распространение христианской религии среди других народов, преимущественно в Африке.  Первым миссионер, Г. П. С. Шредер, отправился в Страну зулусов в 1843 году.
Работает в следующих странах или регионах: Эстония, Великобритания, Франция, Камерун, Мали, Эфиопия, Южная Африка, Мадагаскар, Бразилия, Пакистан, Китай, Таиланд и Япония. Общество также работает на Ближнем Востоке через спутниковое телевидение. 
C 2020 года организацию возглавляет преподобный Хельге Гаард.